# Bromus secalinus
Bromus secalinus é uma espécie de planta com flor pertencente à família Poaceae. 
A autoridade científica da espécie é L., tendo sido publicada em Species Plantarum 1: 76. 1753.
Trata-se de uma planta herbácea nativa da Eurásia, mas ocorre em outras partes do mundo onde foi introduzida. É um erva daninha nociva em grande parte da América do Norte. É uma erva anual, de caule erecto, que pode atingir entre meio metro e um metro de altura. As folhas são de cor verde pálido, pequenas e cobertas de pêlos macios. A inflorescência em panículas, um pouco inclinadas, pode atingir 20 cm e balança quando está cheia de grãos, sendo composta de 5 a 15 flores. Os frutos são glumas duras e arredondadas que se assemelham aos grãos de centeio. As flores aparecem no início do Verão, entre Junho e Julho.

## Portugal
Trata-se de uma espécie presente no território português, nomeadamente em Portugal Continental e no Arquipélago dos Açores.
Em termos de naturalidade é introduzida nas duas regiões atrás indicadas.
No Arquipélago dos Açores só ocorre na ilha do Faial.

## Protecção
Não se encontra protegida por legislação portuguesa ou da Comunidade Europeia.

## Sinónimos
Segundo a base de dados Tropicos, tem os seguintes sinónimos:
- Avena secalina (L.) Salisb.
- Bromus billotii F.W. Schultz
- Bromus ehrhartii Gaudin
- Bromus elongatus Gaudin
- Bromus hybridus Schur
- Bromus mollis var. secalinus (L.) Huds.
- Bromus mutabilis F.W. Schultz
- Bromus secalinus subsp. billotii (F.W. Schultz) Asch. & Graebn.
- Bromus secalinus var. velutinus (Schrad.) Schübeler & G. Martens
- Bromus segetalis A. Braun ex Nyman
- Bromus submuticus Steud.
- Bromus velutinus Schrad.
- Bromus vitiosus Weigel
- Forasaccus secalinus (L.) Bubani
- Serrafalcus secalinus (L.) Bab.